# Krasnogvardeyets (Krasnodar)
Krasnogvardéyets (del ruso: Красногвардеец) es un posiólok del raión de Kanevskaya del krai de Krasnodar del sur de Rusia. Está situado en la orilla derecha del río Miguta, en su confluencia con el arroyo Polyjanova, 14 km al este de Kanevskaya y 123 km al norte de Krasnodar, la capital del krai. Tenía 1 611 habitantes en 2010.
Es cabeza del municipio Krasnogvardéiskoye, del que forma parte Aleksándrovskaya.

## Lugares de interés
Cabe destacar el monumento de 1969 a los caídos en la Gran Guerra Patria.